# La Sonora Ponceña
La Sonora Ponceña es una orquesta puertorriqueña de música salsa fundada por "Quique" Lucca el 20 de abril de 1954. Dirigida por el hijo de "Quique", Papo Lucca, es una de las agrupaciones más importantes del género musical.

## Historia
En 1944 Enrique "Quique" Lucca Caraballo formó una agrupación musical en Ponce, Puerto Rico bautizándola con el nombre de "Orquesta Internacional" que no tuvo el éxito que esperaba. En febrero de 1954 reunió de nuevo al grupo llamándola Sonora Ponceña con un repertorio de temas de Arsenio Rodríguez, la Sonora Matancera y el Conjunto Casino haciendo su primera presentación el 20 de abril de ese año.
En 1968 graban su primer disco de 33 RPM llamado Hacheros Pa' Un Palo que contaba con los arreglos hechos por el hijo de "Quique", Enrique Arsenio, conocido como Papo Lucca. El disco fue un éxito en Nueva York al igual que su segunda grabación, llamada Fuego en el 23, que fue realizada en 1969.
Aconsejado por Louie Ramírez la agrupación inicia una gira por el Caribe interpretando y grabando temas, tales como La Pollera Colorá, del colombiano Wilson Choperena y bombas, merengues, guaguancós y sones. A finales de los años 70 el grupo graba un disco con Celia Cruz titulado La Ceiba. 
En 1980, Papo graba el disco New Heights que presentó como novedad la ilustración de la carátula. Además, con ese disco, comenzaron a titular los álbumes en inglés y a incluir temas de latín jazz, lo que reforzó el carácter internacional de la orquesta.
En el 2004 lanzaron el disco "Back to the Road" bajo el Sello Pianissimo de propiedad del mismo Papo Lucca. El 16 de marzo de ese mismo año les fue dedicado el vigésimo tercer "Día Nacional de la Salsa", el más importante acontecimiento salsero en Puerto Rico, realizado en la ciudad de San Juan (Puerto Rico).
Posteriormente recibieron el reconocimiento del Alcalde de la ciudad de Ponce, Rafael Cordero, quien nombró una de las calles de la ciudad como Enrique Lucca Caraballo, en honor a "Quique" Lucca. 
En una votación unánime, la Junta de Directores del Día Nacional de la Parada Puertorriqueña en Nueva York, designó a la orquesta, en su 50 Aniversario, como la Orquesta Invitada de Honor en el Noveno Desfile Anual celebrado el 13 de junio de 2004.
El 4 de septiembre del 2004 fueron parte de la inauguración del Coliseo José Miguel Agrelot junto al Apolo Sound de Roberto Roena y a Richie Ray y Bobby Cruz.
El 9 de octubre de 2016 fallece su Fundador Enrique "Quique" Lucca a la edad de 103 años.

## Discografía
- 1954 - Felipe y Davilita con la Sonora Ponceña
- 1968 - Hacheros Pa' Un Palo
- 1969 - Fuego en el 23!
- 1970 - Algo de Locura
- 1971 - Navidad Criolla
- 1972 - Desde Puerto Rico a Nueva York
- 1972 - Sonora Ponceña
- 1974 - Sabor Sureño
- 1975 - Tiene Pimienta
- 1976 - Conquista Musical
- 1977 - El Gigante del Sur
- 1978 - La Orquesta de Mi Tierra
- 1978 - Explorando
- 1979 - La Ceiba
- 1980 - New Heights
- 1980 - Unchained Force
- 1981 - Night Raider
- 1983 - Determination
- 1985 - Future
- 1986 - Jubilee
- 1987 - Back to Work
- 1989 - On the Right Track
- 1990 - Into the 90's
- 1991 - Merry Christmas
- 1992 - Guerreando
- 1993 - Birthday Party
- 1994 - Opening Doors
- 1995 - Apretando
- 1998 - On Target
- 2004 - Back to the Road
- 2008 - Otra Navidad Criolla
- 2010 - Trayectoria + Consistencia = Sonora Ponceña
- 2012 - 10 Para los 100

## Recopilaciones
- 1975 - Lo Mejor de la Sonora Ponceña
- 1979 - Energized
- 1985 - 30th Anniversary Vol. 1
- 1985 - 30th Anniversary Vol. 2
- 1993 - Soul of Puerto Rico
- 1994 - 40 Aniversario
- 1998 - Éxitos
- 1999 - Salsa Masters: The Best of Sonora Ponceña
- 2000 - Puro Sabor
- 2001 - 45 Aniversario
- 2003 - Grandes Éxitos
- 2005 - Pa'l Bailador: 45 Años de Historia
- 2007 - 50 Aniversario Vol. 1
- 2008 - 50 Aniversario Vol. 2
- 2008 - La Esencia de la Fania
- 2009 - Greatest Hits
- 2009 - Historia de la Salsa
- 2009 - 55 Aniversario Vol. 1
- 2009 - 55 Aniversario Vol. 2
- 2011 - Selecciones Fania
- 2012 - Anthology 2 x CD
- 2012 - El Gigante Sureño: A Band and Their Music
- 2021 - Hegemonía Musical
- 2021 - Christmas Star

## Miembros actuales

### Cantantes
- Luiggie Texidor
- Humberto “Tito” Gómez
- Héctor Pichie Perez
- Miguelito Ortiz
- Toñito Ledeé
- Luisito Carrión
- Mannix Martínez
- Edwin Rosas
- Daniel Dávila
- Darvel García
- Jorge Nicolai
- Yolanda Rivera

### Orquesta
- Papo Lucca - director, piano
- Roby Texeira - trompeta
- Glenn Díaz - trompeta
- Davian Berríos - trompeta
- Julio Loyola - trompeta
- Nelson Jaime (Gazú) - trompeta
- Japhet Rodríguez - timbales
- Wilfredo López - conga
- Domingo Gutiérrez - bongo
- Alexander Rosa Bajo

## Antiguos miembros

### Cantantes
- Pedro Ortiz Davila "Davilita" (Fallecido)
- Felipe "La voz" Rodríguez (Fallecido)
- Carlos Luis "Charlie" Martínez
- Martin García
- Luigi Texidor
- Tito Gómez (Fallecido)
- Yolanda Rivera
- Miguel Ortiz (Fallecido)
- Luisito Carrión
- Manuel "Mannix" Martínez (Fallecido)
- Lenny Figueroa
- Celia Cruz (Invitada/fallecida)
- Héctor "Pichi" Pérez
- Roberto Ortiz
- Toñito Ledée (Fallecido)

### Percusionistas
- Edgardo Morales (Fallecido)
- Félix Torres
- Francisco Alvarado
- Jessie Colón (Fallecido)
- Jalisco medina
- Georgie Padilla
- little Jonny Rivero
- Japhet Rodríguez
- Manolito Rodríguez
- Willito López
- Ángel L Hernández

### Bajo
- Antonio Santaella (Fallecido)
- Papo Valentín
- Efraín Hernández (solo en grabaciones de estudio)
- Guillermo Calderon

### Trompetistas
- Carmelo Rivera
- Joe Rodríguez (Fallecido)
- Delfín Pérez (Retirado)
- Angelo "Pocholo" Vélez
- Ramón Rodríguez
- Heriberto Santiago
- Ricky Zayas
- Filiberto Ojeda Ríos (Fallecido)
- Hector Godineaux (Fallecido)
- Gustavo Tavo López (Fallecido)
- Glenn Díaz

## Congos de Oro
Otorgado en el Festival de Orquestas del Carnaval de Barranquilla:
| Año  | Trabajo nominado | Categoría           | Resultado |
| ---- | ---------------- | ------------------- | --------- |
| 1993 | Los Melódicos    | Orquesta Extranjera | Ganador   |

- Datos: Q1164418
- Multimedia: La Sonora Ponceña / Q1164418